# Copa Heineken 2006–07
A Copa Heineken 2006-07 foi a 12ª edição do evento e foi vencida pelo London Wasps

## Times
| Grupo 1                                                           | Grupo 2                                                         | Grupo 3                                                    | Grupo 4                                                       | Grupo 5                                                              | Grupo 6                                                                  |
| ----------------------------------------------------------------- | --------------------------------------------------------------- | ---------------------------------------------------------- | ------------------------------------------------------------- | -------------------------------------------------------------------- | ------------------------------------------------------------------------ |
| - Benetton Treviso - Castres Olympique - London Wasps - Perpignan | - Edinburgh Rugby - Gloucester Rugby - Leinster Rugby - SU Agen | - Ospreys - Rugby Calvisano - Sale Sharks - Stade Français | - Cardiff Blues - Bourgoin - Leicester Tigers - Munster Rugby | - Llanelli Scarlets - London Irish - Stade Toulousain - Ulster Rugby | - Biarritz Olympique - Border Reivers - Northampton Saints - Rugby Parma |

## Primeira fase

### Grupo 1
| 21 de Outubro de 2006 |         |           |                           |
| Benetton Treviso      | 10 - 25 | Perpignan | Stadio Comunale di Monigo |
|                       |         |           | Stadio Comunale di Monigo |

| 22 de Outubro de 2006 |         |                   |            |
| London Wasps          | 19 - 13 | Castres Olympique | Adams Park |
|                       |         |                   | Adams Park |

| 27 de Outubro de 2006 |         |                  |                      |
| Castres Olympique     | 41 - 22 | Benetton Treviso | Stade Pierre Antoine |
|                       |         |                  | Stade Pierre Antoine |

| 28 de Outubro de 2006 |        |              |                  |
| Perpignan             | 19 -12 | London Wasps | Stade Aimé Giral |
|                       |        |              | Stade Aimé Giral |

| 9 de Dezembro de 2006 |         |           |                      |
| Castres Olympique     | 36 - 28 | Perpignan | Stade Pierre Antoine |
|                       |         |           | Stade Pierre Antoine |

| 10 de Dezembro de 2006 |        |                  |            |
| London Wasps           | 55 - 0 | Benetton Treviso | Adams Park |
|                        |        |                  | Adams Park |

| 15 de Dezembro de 2006 |        |                   |                  |
| Perpignan              | 30 - 3 | Castres Olympique | Stade Aimé Giral |
|                        |        |                   | Stade Aimé Giral |

| 16 de Dezembro de 2006 |        |              |                           |
| Benetton Treviso       | 6 - 71 | London Wasps | Stadio Comunale di Monigo |
|                        |        |              | Stadio Comunale di Monigo |

| 13 de Janeiro de 2007 |         |                   |                           |
| Benetton Treviso      | 21 - 40 | Castres Olympique | Stadio Comunale di Monigo |
|                       |         |                   | Stadio Comunale di Monigo |

| 13 de Janeiro de 2007 |         |           |            |
| London Wasps          | 22 - 14 | Perpignan | Adams Park |
|                       |         |           | Adams Park |

| 20 de Janeiro de 2007 |         |              |                      |
| Castres Olympique     | 13 - 16 | London Wasps | Stade Pierre Antoine |
|                       |         |              | Stade Pierre Antoine |

| 20 de Janeiro de 2007 |         |                  |                  |
| Perpignan             | 45 - 25 | Benetton Treviso | Stade Aimé Giral |
|                       |         |                  | Stade Aimé Giral |

Classificação
| Time              | J | V | E | D | T+ | T- | T+/- | P+  | P-  | P+/- | 4+ | 7- | Pts |
| ----------------- | - | - | - | - | -- | -- | ---- | --- | --- | ---- | -- | -- | --- |
| London Wasps      | 6 | 5 | 0 | 1 | 23 | 5  | 18   | 195 | 64  | 131  | 2  | 1  | 23  |
| Perpignan         | 6 | 4 | 0 | 2 | 19 | 9  | 10   | 161 | 108 | 53   | 2  | 0  | 18  |
| Castres Olympique | 6 | 3 | 0 | 3 | 17 | 13 | 4    | 146 | 136 | 10   | 2  | 2  | 16  |
| Benetton Treviso  | 6 | 0 | 0 | 6 | 11 | 43 | −32  | 83  | 277 | −194 | 0  | 0  | 0   |

Legenda: J Jogos, V Vitórias, E Empates, D Derrotas, T+ T- T+/- Tries a favor contra saldo, P+ P- P+/- Pontos a favor contra saldo, 4+ Bônus ofensivo, 7- Bônus defensivo, PTs Pontos,

### Grupo 2
| 20 de Outubro de 2006 |         |                 |                |
| SU Agen               | 19 - 17 | Edinburgh Rugby | Stade Armandie |
|                       |         |                 | Stade Armandie |

| 21 de Outubro de 2006 |         |                  |                |
| Leinster Rugby        | 37 - 20 | Gloucester Rugby | Lansdowne Road |
|                       |         |                  | Lansdowne Road |

| 28 de Outubro de 2006 |         |         |           |
| Gloucester Rugby      | 26 - 32 | SU Agen | Kingsholm |
|                       |         |         | Kingsholm |

| 29 de Outubro de 2006 |         |                |             |
| Edinburgh Rugby       | 25 - 24 | Leinster Rugby | Murrayfield |
|                       |         |                | Murrayfield |

| 9 de Dezembro de 2006 |         |                 |           |
| Gloucester Rugby      | 38 - 22 | Edinburgh Rugby | Kingsholm |
|                       |         |                 | Kingsholm |

| 9 de Dezembro de 2006 |         |         |                |
| Leinster Rugby        | 26 - 10 | SU Agen | Lansdowne Road |
|                       |         |         | Lansdowne Road |

| 16 de Dezembro de 2006 |         |                |                |
| SU Agen                | 13 - 25 | Leinster Rugby | Stade Armandie |
|                        |         |                | Stade Armandie |

| 17 de Dezembro de 2006 |         |                  |             |
| Edinburgh Rugby        | 14 - 31 | Gloucester Rugby | Murrayfield |
|                        |         |                  | Murrayfield |

| 12 de Janeiro de 2007 |         |                  |                |
| SU Agen               | 26 - 18 | Gloucester Rugby | Stade Armandie |
|                       |         |                  | Stade Armandie |

| 13 de Janeiro de 2007 |         |                 |            |
| Leinster Rugby        | 49 - 10 | Edinburgh Rugby | Donnybrook |
|                       |         |                 | Donnybrook |

| 19 de Janeiro de 2007 |        |         |             |
| Edinburgh Rugby       | 7 - 19 | SU Agen | Murrayfield |
|                       |        |         | Murrayfield |

| 19 de Janeiro de 2007 |         |                |           |
| Gloucester Rugby      | 19 - 13 | Leinster Rugby | Kingsholm |
|                       |         |                | Kingsholm |

Classificação
| Time             | J | V | E | D | T+ | T- | T+/- | P+  | P-  | P+/- | 4+ | 7- | Pts |
| ---------------- | - | - | - | - | -- | -- | ---- | --- | --- | ---- | -- | -- | --- |
| Leinster Rugby   | 6 | 4 | 0 | 2 | 21 | 10 | 11   | 174 | 97  | 77   | 3  | 2  | 21  |
| SU Agen          | 6 | 4 | 0 | 2 | 12 | 14 | −2   | 119 | 119 | 0    | 1  | 0  | 17  |
| Gloucester Rugby | 6 | 3 | 0 | 3 | 19 | 16 | 3    | 152 | 144 | 8    | 2  | 1  | 15  |
| Edinburgh Rugby  | 6 | 1 | 0 | 5 | 10 | 22 | −12  | 95  | 180 | −85  | 0  | 1  | 5   |

Legenda: J Jogos, V Vitórias, E Empates, D Derrotas, T+ T- T+/- Tries a favor contra saldo, P+ P- P+/- Pontos a favor contra saldo, 4+ Bônus ofensivo, 7- Bônus defensivo, PTs Pontos,

### Grupo 3
| 20 de Outubro de 2006 |         |             |                 |
| Ospreys               | 17 - 16 | Sale Sharks | Liberty Stadium |
|                       |         |             | Liberty Stadium |

| 21 de Outubro de 2006 |         |                |                             |
| Rugby Calvisano       | 10 - 45 | Stade Français | Centro Sportivo San Michele |
|                       |         |                | Centro Sportivo San Michele |

| 27 de Outubro de 2006 |         |                 |              |
| Sale Sharks           | 67 - 11 | Rugby Calvisano | Edgeley Park |
|                       |         |                 | Edgeley Park |

| 28 de Outubro de 2006 |         |         |                  |
| Stade Français        | 27 - 14 | Ospreys | Stade Jean Bouin |
|                       |         |         | Stade Jean Bouin |

| 9 de Dezembro de 2006 |         |         |                             |
| Rugby Calvisano       | 27 - 50 | Ospreys | Centro Sportivo San Michele |
|                       |         |         | Centro Sportivo San Michele |

| 10 de Dezembro de 2006 |         |             |                  |
| Stade Français         | 27 - 16 | Sale Sharks | Parc des Princes |
|                        |         |             | Parc des Princes |

| 15 de Dezembro de 2006 |        |                 |                 |
| Ospreys                | 9 - 12 | Rugby Calvisano | Liberty Stadium |
|                        |        |                 | Liberty Stadium |

| 17 de Dezembro de 2006 |        |                |              |
| Sale Sharks            | 12 - 6 | Stade Français | Edgeley Park |
|                        |        |                | Edgeley Park |

| 13 de Janeiro de 2007 |         |             |                             |
| Rugby Calvisano       | 11 - 29 | Sale Sharks | Centro Sportivo San Michele |
|                       |         |             | Centro Sportivo San Michele |

| 14 de Janeiro de 2007 |         |                |                 |
| Ospreys               | 22 - 22 | Stade Français | Liberty Stadium |
|                       |         |                | Liberty Stadium |

| 20 de Janeiro de 2007 |       |         |              |
| Sale Sharks           | 7 -18 | Ospreys | Edgeley Park |
|                       |       |         | Edgeley Park |

| 20 de Janeiro de 2007 |        |                 |                  |
| Stade Français        | 47 - 6 | Rugby Calvisano | Stade Jean Bouin |
|                       |        |                 | Stade Jean Bouin |

Classificação
| Time            | J | V | E | D | T+ | T- | T+/- | P+  | P-  | P+/- | 4+ | 7- | Pts |
| --------------- | - | - | - | - | -- | -- | ---- | --- | --- | ---- | -- | -- | --- |
| Stade Français  | 6 | 4 | 1 | 1 | 20 | 5  | 15   | 174 | 80  | 94   | 3  | 1  | 22  |
| Ospreys         | 6 | 4 | 1 | 1 | 19 | 8  | 11   | 147 | 108 | 39   | 2  | 0  | 20  |
| Sale Sharks     | 6 | 3 | 0 | 3 | 16 | 10 | 6    | 147 | 90  | 57   | 2  | 1  | 15  |
| Rugby Calvisano | 6 | 0 | 0 | 6 | 6  | 38 | −32  | 74  | 264 | −190 | 0  | 0  | 0   |

Legenda: J Jogos, V Vitórias, E Empates, D Derrotas, T+ T- T+/- Tries a favor contra saldo, P+ P- P+/- Pontos a favor contra saldo, 4+ Bônus ofensivo, 7- Bônus defensivo, PTs Pontos,

### Grupo 4
| 21 de Outubro de 2006 |        |               |                    |
| Bourgoin              | 5 - 13 | Cardiff Blues | Stade Pierre Rajon |
|                       |        |               | Stade Pierre Rajon |

| 22 de Outubro de 2006 |         |               |              |
| Leicester Tigers      | 19 - 21 | Munster Rugby | Welford Road |
|                       |         |               | Welford Road |

| 28 de Outubro de 2006 |         |          |              |
| Munster Rugby         | 41 - 23 | Bourgoin | Thomond Park |
|                       |         |          | Thomond Park |

| 29 de Outubro de 2006 |         |                  |                    |
| Cardiff Blues         | 17 - 21 | Leicester Tigers | Millennium Stadium |
|                       |         |                  | Millennium Stadium |

| 8 de Dezembro de 2006 |         |                  |                    |
| Bourgoin              | 13 - 28 | Leicester Tigers | Stade Pierre Rajon |
|                       |         |                  | Stade Pierre Rajon |

| 10 de Dezembro de 2006 |         |               |                   |
| Cardiff Blues          | 12 - 22 | Munster Rugby | Cardiff Arms Park |
|                        |         |               | Cardiff Arms Park |

| 16 de Dezembro de 2006 |        |          |              |
| Leicester Tigers       | 57 - 3 | Bourgoin | Welford Road |
|                        |        |          | Welford Road |

| 16 de Dezembro de 2006 |         |               |              |
| Munster Rugby          | 32 - 18 | Cardiff Blues | Thomond Park |
|                        |         |               | Thomond Park |

| 13 de Janeiro de 2007 |        |               |              |
| Leicester Tigers      | 34 - 0 | Cardiff Blues | Welford Road |
|                       |        |               | Welford Road |

| 14 de Janeiro de 2007 |         |               |                 |
| Bourgoin              | 27 - 30 | Munster Rugby | Stade de Genève |
|                       |         |               | Stade de Genève |

| 20 de Janeiro de 2007 |         |          |                   |
| Cardiff Blues         | 27 - 24 | Bourgoin | Cardiff Arms Park |
|                       |         |          | Cardiff Arms Park |

| 20 de Janeiro de 2007 |        |                  |              |
| Munster Rugby         | 6 - 13 | Leicester Tigers | Thomond Park |
|                       |        |                  | Thomond Park |

Classificação
| Time             | J | V | E | D | T+ | T- | T+/- | P+  | P-  | P+/- | 4+ | 7- | Pts |
| ---------------- | - | - | - | - | -- | -- | ---- | --- | --- | ---- | -- | -- | --- |
| Leicester Tigers | 6 | 5 | 0 | 1 | 22 | 6  | 16   | 172 | 60  | 112  | 2  | 1  | 23+ |
| Munster Rugby    | 6 | 5 | 0 | 1 | 16 | 11 | 5    | 152 | 112 | 40   | 2  | 1  | 23  |
| Cardiff Blues    | 6 | 2 | 0 | 4 | 8  | 18 | −10  | 87  | 138 | −51  | 0  | 1  | 9   |
| Bourgoin         | 6 | 0 | 0 | 6 | 13 | 24 | −11  | 95  | 196 | −101 | 2  | 2  | 4   |

Legenda: J Jogos, V Vitórias, E Empates, D Derrotas, T+ T- T+/- Tries a favor contra saldo, P+ P- P+/- Pontos a favor contra saldo, 4+ Bônus ofensivo, 7- Bônus defensivo, PTs Pontos,
+ Leicester Tigers melhor classificado para tries marcados no confrontos diretos  (3-2).

### Grupo 5
| 20 de Outubro de 2006 |         |                   |                  |
| London Irish          | 25 - 32 | Llanelli Scarlets | Madejski Stadium |
|                       |         |                   | Madejski Stadium |

| 21 de Outubro de 2006 |        |                  |           |
| Ulster Rugby          | 3 - 12 | Stade Toulousain | Ravenhill |
|                       |        |                  | Ravenhill |

| 27 de Outubro de 2006 |         |              |              |
| Llanelli Scarlets     | 21 - 15 | Ulster Rugby | Stradey Park |
|                       |         |              | Stradey Park |

| 29 de Outubro de 2006 |         |              |                     |
| Stade Toulousain      | 37 - 17 | London Irish | Stade Ernest Wallon |
|                       |         |              | Stade Ernest Wallon |

| 9 de Dezembro de 2006 |         |                  |              |
| Llanelli Scarlets     | 20 - 19 | Stade Toulousain | Stradey Park |
|                       |         |                  | Stradey Park |

| 9 de Dezembro de 2006 |         |              |                  |
| London Irish          | 29 - 13 | Ulster Rugby | Madejski Stadium |
|                       |         |              | Madejski Stadium |

| 15 de Dezembro de 2006 |         |              |           |
| Ulster Rugby           | 29 - 13 | London Irish | Ravenhill |
|                        |         |              | Ravenhill |

| 16 de Dezembro de 2006 |         |                   |                     |
| Stade Toulousain       | 34 - 41 | Llanelli Scarlets | Stade Ernest Wallon |
|                        |         |                   | Stade Ernest Wallon |

| 13 de Janeiro de 2007 |         |                  |                  |
| London Irish          | 24 - 26 | Stade Toulousain | Madejski Stadium |
|                       |         |                  | Madejski Stadium |

| 13 de Janeiro de 2007 |         |                   |           |
| Ulster Rugby          | 11 - 35 | Llanelli Scarlets | Ravenhill |
|                       |         |                   | Ravenhill |

| 21 de Janeiro de 2007 |         |              |              |
| Llanelli Scarlets     | 20 - 16 | London Irish | Stradey Park |
|                       |         |              | Stradey Park |

| 21 de Janeiro de 2007 |         |              |                     |
| Stade Toulousain      | 28 - 13 | Ulster Rugby | Stade Ernest Wallon |
|                       |         |              | Stade Ernest Wallon |

Classificação
| Time              | J | V | E | D | T+ | T- | T+/- | P+  | P-  | P+/- | 4+ | 7- | Pts |
| ----------------- | - | - | - | - | -- | -- | ---- | --- | --- | ---- | -- | -- | --- |
| Llanelli Scarlets | 6 | 6 | 0 | 0 | 20 | 12 | 8    | 169 | 120 | 49   | 3  | 0  | 27  |
| Stade Toulousain  | 6 | 3 | 0 | 3 | 18 | 17 | 1    | 147 | 145 | 2    | 3  | 2  | 17  |
| Ulster Rugby      | 6 | 2 | 0 | 4 | 10 | 15 | −5   | 111 | 129 | −18  | 1  | 1  | 10  |
| London Irish      | 6 | 1 | 0 | 5 | 15 | 19 | −4   | 124 | 157 | −33  | 2  | 3  | 9   |

Legenda: J Jogos, V Vitórias, E Empates, D Derrotas, T+ T- T+/- Tries a favor contra saldo, P+ P- P+/- Pontos a favor contra saldo, 4+ Bônus ofensivo, 7- Bônus defensivo, PTs Pontos,

### Grupo 6
| 20 de Outubro de 2006 |        |             |            |
| Border Reivers        | 35 - 3 | Rugby Parma | Netherdale |
|                       |        |             | Netherdale |

| 22 de Outubro de 2006 |         |                    |                          |
| Biarritz Olympique    | 22 - 1' | Northampton Saints | Parc des Sports Aguilera |
|                       |         |                    | Parc des Sports Aguilera |

| 28 de Outubro de 2006 |        |                    |                   |
| Rugby Parma           | 7 - 50 | Biarritz Olympique | Stadio Lanfranchi |
|                       |        |                    | Stadio Lanfranchi |

| 28 de Outubro de 2006 |         |                |                    |
| Northampton Saints    | 37 - 13 | Border Reivers | Franklin's Gardens |
|                       |         |                | Franklin's Gardens |

| 9 de Dezembro de 2006 |        |                    |            |
| Border Reivers        | 0 - 25 | Biarritz Olympique | Netherdale |
|                       |        |                    | Netherdale |

| 9 de Dezembro de 2006 |         |                    |                   |
| Rugby Parma           | 21 - 68 | Northampton Saints | Stadio Lanfranchi |
|                       |         |                    | Stadio Lanfranchi |

| 16 de Dezembro de 2006 |        |             |                    |
| Northampton Saints     | 36 - 0 | Rugby Parma | Franklin's Gardens |
|                        |        |             | Franklin's Gardens |

| 17 de Dezembro de 2006 |         |                |                          |
| Biarritz Olympique     | 27 - 17 | Border Reivers | Parc des Sports Aguilera |
|                        |         |                | Parc des Sports Aguilera |

| 12 de Janeiro de 2007 |        |             |                          |
| Biarritz Olympique    | 45 - 3 | Rugby Parma | Parc des Sports Aguilera |
|                       |        |             | Parc des Sports Aguilera |

| 14 de Janeiro de 2007 |         |                    |             |
| Border Reivers        | 19 - 29 | Northampton Saints | Murrayfield |
|                       |         |                    | Murrayfield |

| 21 de Janeiro de 2007 |        |                    |                    |
| Northampton Saints    | 8 - 17 | Biarritz Olympique | Franklin's Gardens |
|                       |        |                    | Franklin's Gardens |

| 21 de Janeiro de 2007 |         |                |                   |
| Rugby Parma           | 45 - 37 | Border Reivers | Stadio Lanfranchi |
|                       |         |                | Stadio Lanfranchi |

Classificação
| Time               | J | V | E | D | T+ | T- | T+/- | P+  | P-  | P+/- | 4+ | 7- | Pts |
| ------------------ | - | - | - | - | -- | -- | ---- | --- | --- | ---- | -- | -- | --- |
| Biarritz Olympique | 6 | 6 | 0 | 0 | 29 | 5  | 24   | 186 | 45  | 141  | 5  | 0  | 29  |
| Northampton Saints | 6 | 4 | 0 | 2 | 27 | 13 | 14   | 188 | 92  | 96   | 4  | 0  | 20  |
| Border Reivers     | 6 | 1 | 0 | 5 | 15 | 23 | −8   | 121 | 166 | −45  | 2  | 0  | 6   |
| Rugby Parma        | 6 | 1 | 0 | 5 | 9  | 39 | −30  | 79  | 271 | −192 | 1  | 0  | 5   |

Legenda: J Jogos, V Vitórias, E Empates, D Derrotas, T+ T- T+/- Tries a favor contra saldo, P+ P- P+/- Pontos a favor contra saldo, 4+ Bônus ofensivo, 7- Bônus defensivo, PTs Pontos,

### Atribuição de lugares
| Vaga | Segundos           | Pts | TF | +/−  |
| ---- | ------------------ | --- | -- | ---- |
| 1    | Biarritz Olympique | 29  | 29 | +141 |
| 2    | Llanelli Scarlets  | 27  | 20 | +49  |
| 3    | London Wasps       | 23  | 23 | +131 |
| 4    | Leicester Tigers   | 23  | 22 | +112 |
| 5    | Stade Français     | 22  | 20 | +94  |
| 6    | Leinster Rugby     | 21  | 21 | +77  |
| Vaga | Segundos           | Pts | TF | +/−  |
| 7    | Munster Rugby      | 23  | 22 | +112 |
| 8    | Northampton Saints | 20  | 27 | +96  |
| –    | Ospreys            | 20  | 19 | +39  |
| –    | Perpignan          | 18  | 19 | +53  |
| –    | Stade Toulousain   | 17  | 18 | −2   |
| –    | SU Agen            | 17  | 12 | 0    |

## Segunda fase
|  | Quartas de final                           | Quartas de final                    |                                             |    | Semifinais | Semifinais |  |  | Final | Final |
|  |                                            |                                     |                                             |    |            |            |  |  |       |       |
|  | 1 de abril - Welford Road, Leicester       |                                     |                                             |    |            |            |  |  |       |       |
|  |                                            |                                     |                                             |    |            |            |  |  |       |       |
|  | Leicester Tigers                           | 21                                  |                                             |    |            |            |  |  |       |       |
|  | Leicester Tigers                           | 21                                  | 21 de abril - Walkers Stadium, Leicester    |    |            |            |  |  |       |       |
|  | Stade Français                             | 20                                  |                                             |    |            |            |  |  |       |       |
|  | Stade Français                             | 20                                  | Leicester Tigers                            | 33 |            |            |  |  |       |       |
|  | 30 de março - Stradey Park, Llanelli       |                                     | Leicester Tigers                            | 33 |            |            |  |  |       |       |
|  |                                            | Llanelli Scarlets                   | 17                                          |    |            |            |  |  |       |       |
|  | Llanelli Scarlets                          | Llanelli Scarlets                   | 17                                          | 24 |            |            |  |  |       |       |
|  | Llanelli Scarlets                          |                                     | 20 de maio - Estádio de Twickenham, Londres | 24 |            |            |  |  |       |       |
|  | Munster Rugby                              | 15                                  |                                             |    |            |            |  |  |       |       |
|  | Munster Rugby                              | 15                                  | Leicester Tigers                            | 9  |            |            |  |  |       |       |
|  | 1 de abril - Estadio Anoeta, San Sebastián |                                     | Leicester Tigers                            | 9  |            |            |  |  |       |       |
|  |                                            | London Wasps                        | 25                                          |    |            |            |  |  |       |       |
|  | Biarritz Olympique                         | London Wasps                        | 25                                          | 6  |            |            |  |  |       |       |
|  | Biarritz Olympique                         | 22 de abril - Ricoh Arena, Coventry |                                             | 6  |            |            |  |  |       |       |
|  | Northampton Saints                         | 7                                   |                                             |    |            |            |  |  |       |       |
|  | Northampton Saints                         | 7                                   | Northampton Saints                          | 13 |            |            |  |  |       |       |
|  | 31 de março - Adams Park, High Wycombe     |                                     | Northampton Saints                          | 13 |            |            |  |  |       |       |
|  |                                            | London Wasps                        | 30                                          |    |            |            |  |  |       |       |
|  | London Wasps                               | London Wasps                        | 30                                          | 35 |            |            |  |  |       |       |
|  | London Wasps                               |                                     |                                             | 35 |            |            |  |  |       |       |
|  | Leinster Rugby                             | 13                                  |                                             |    |            |            |  |  |       |       |
|  | Leinster Rugby                             | 13                                  |                                             |    |            |            |  |  |       |       |

### Quartas-de-final
| 30 de Março de 2007 |         |               |                        |
| Llanelli Scarlets   | 24 - 15 | Munster Rugby | Stradey Park, Llanelli |
|                     |         |               | Stradey Park, Llanelli |

| 31 de Março de 2007 |         |                |                          |
| London Wasps        | 35 - 13 | Leinster Rugby | Adams Park, High Wycombe |
|                     |         |                | Adams Park, High Wycombe |

| 1 de Abril de 2007 |       |                    |                               |
| Biarritz Olympique | 6 - 7 | Northampton Saints | Estadio Anoeta, San Sebastián |
|                    |       |                    | Estadio Anoeta, San Sebastián |

| 1 de Abril de 2007 |         |                |                         |
| Leicester Tigers   | 21 - 20 | Stade Français | Welford Road, Leicester |
|                    |         |                | Welford Road, Leicester |

### Semi-finais
| 21 de Abril de 2007 |         |                   |                            |
| Leicester Tigers    | 33 - 17 | Llanelli Scarlets | Walkers Stadium, Leicester |
|                     |         |                   | Walkers Stadium, Leicester |

| 22 de Abril de 2007 |         |                    |                       |
| London Wasps        | 30 - 13 | Northampton Saints | Ricoh Arena. Coventry |
|                     |         |                    | Ricoh Arena. Coventry |

## Final
| 20 de Maio de 2007              |        |                                                                                                   |                                                                    |
| Leicester Tigers                | 9 - 25 | London Wasps                                                                                      | Estádio de Twickenham, Londres Público: 81,076 Árbitro: Alan Lewis |
| Penais: Andy Goode 7', 15', 38' |        | Tries: Eoin Reddan 13' Raphaël Ibañez 34' Penais: Alex King 4', 42', 49', 73' Drop: Alex King 54' | Estádio de Twickenham, Londres Público: 81,076 Árbitro: Alan Lewis |

## Campeão
| Copa Heineken 2003-04                 |
| ------------------------------------- |
| London Wasps High Wycombe (2º título) |